# 523 př. n. l.

## Hlavy států
- Perská říše – Kambýsés II. (530–522 př. n. l.)